# Le Film que nous tournerons au Groenland

Le Film que nous tournerons au Groenland est un court métrage français réalisé par Sébastien Betbeder, sorti en 2014.
Ce film est la suite du court métrage Inupiluk et il est suivi du long métrage Le Voyage au Groenland.

## Synopsis
L'histoire du film se situe dans la continuité d'Inupiluk, court métrage de Sébastien Betbeder dans lequel deux trentenaires parisiens (interprétés par Thomas Blanchard et Thomas Scimeca) faisaient découvrir la France à deux Inuits venus du Groenland. Nous sommes cette fois censés être de retour dans la réalité, quelques mois après le tournage, et Sébastien Betbeder retrouve un jour Thomas Blanchard et Thomas Scimeca pour leur proposer un nouveau projet : tourner un vrai long métrage au Groenland, dont ils seraient les deux acteurs principaux...

## Fiche technique
- Titre : Le Film que nous tournerons au Groenland
- Réalisation : Sébastien Betbeder
- Scénario : Sébastien Betbeder
- Photographie : Sébastien Godefroy
- Son : Pierre Quintard
- Montage : Céline Canard
- Mixage et son : Roman Dymny
- Société de production : Envie de Tempête Productions
- Pays d'origine :  France
- Durée : 30 minutes
- Date de sortie : 2014

## Distribution
- Thomas Blanchard
- Thomas Scimeca
- Sébastien Betbeder
- Lucia Sanchez
- Nathalie Salles
- Pierre Quintard
- Frédéric Dubrueil
- Louis Carvalho

## Autour du film
Sébastien Betbeder n'avait pas prévu à l'origine de réaliser ce film dans la foulée d'Inupiluk. C'est par le biais d'une proposition de l'atelier création de France Culture qu'il a finalement eu l'idée de réaliser ce faux documentaire, mélange de coulisses de tournage et de fiction. Dans une interview pour Télérama il décrit le processus ainsi :
« J'étais en train de réfléchir au scénario du long métrage et j'ai saisi l'occasion. Je rêvais depuis longtemps d'essayer de capter un moment de réflexion, de filmer la pensée d'un film en train de naître. J'ai à nouveau imaginé une petite trame narrative car, mine de rien, il y a beaucoup de fiction et, pendant qu'on enregistrait pour France Culture, le chef opérateur d'Inupiluk réalisait des images. Durant trois jours, on a divagué sur ce que pourrait être ce film à tourner au Groenland. J'avais l'espoir qu'il en naisse un film mais aussi des idées pour le long. C'est allé au-delà de mes espérances. »
Le long métrage Le Voyage au Groenland, tourné après ce film, est sorti en décembre 2016.